# Gorenja vas pri Čatežu
Gorenja vas pri Čatežu je naselje u slovenskoj Općini Trebnju. Gorenja vas pri Čatežu se nalazi u pokrajini Dolenjskoj i statističkoj regiji Jugoistočnoj Sloveniji. 

## Stanovništvo
Prema popisu stanovništva iz 2002. godine naselje je imalo 31 stanovnika.